# Piotr Kuczyński
Piotr Kuczyński (ur. 29 kwietnia 1928 w Nowym Sączu jako Piotr Kuciński, zm. 19 marca 2013 tamże) – polski piłkarz, wychowanek Świtu Nowy Sącz. Były gracz m.in. Tarnovii Tarnów, Cracovii oraz Legii Warszawa, w których barwach występował w I lidze.